# Ivan Uževič
Ivan Petrovič Uževič (narozen v 10. letech 17. století, snad severní Volyň – zemřel po roce 1645) byl rutenský gramatik.
O jeho životě je známo jen velmi málo. Od roku 1637 studoval na Jagellonské univerzitě v Krakově. Poté v roce 1643 byl studentem teologie na pařížské Sorbonně. U příležitosti sňatku jistého Aleksandera Przyłęckého s Ewou Rupniowou napsal v polštině ódu, která je datována rokem 1641, na jejíž titulní straně uvádí, že je studentem Jagellonské univerzity. Lingvistům a lingvistickým historikům, kteří se věnují východoslovanským jazykům, je Uževič znám především jako autor první gramatiky rutenského jazyka, tj. jazyka, jímž se hovořilo na území ovládaném Litevským velkoknížectvím.
Sám se podepisoval jako Іωаннъ Ужевичъ Словянинъ (Joann Uževič Slovjanin), Ioannes Usevicius Sclavonus, Ioannes Ugevicius Sclavonus nebo Jan Użewic. V registru studentů Krakovské univerzity je zapsán jako Ioannes Petri Uzewicz d. Vil.. Mezi odborníky je však nejlépe známý jako Іван Ужэвіч (Ivan Uževič) v Bělorusku, Jan Użewicz (Jan Uževič) v Polsku, Іван Петрович Ужевич (Ivan Petrovič Uževič) na Ukrajině nebo jako Ivan Uzhevych (Ivan Uževyč) v přepisu do angličtiny.

## Dílo
- Obraz cnoty y sławy w przezacney familiey Ich MM. PP. Przyłęckich, wiecznemi czásy nieodmiennie trwájący. Ná wesoło fortunny akt małżeński przezacnych małżonkow Jego Mośći P. Alexandra z Przyłęka Przyłęckiego, y Jey Mośći Panny Ewy z Rupniowa Rupniowskiey, Aońskim piorem odrysowány y ná ućiechę nowemu Stadłu ofiarowány przez Jana Użewica sławney Akademiey Krákowskiey Studenta (Kraków 1641).
- Grammatica sclavonica (Paříž 1643 – rukopis uložený v Paříži; pravděpodobně Paříž 1645 – rukopis uložený v Arrasu).
- Розмова • Бесѣда (pravděpodobně Paříž, polovina 17. stol.) – nepodepsaný rukopis, který je považován za součást Gramatiky dvojjazyčný text psaný paralelně ve dvou sloupcích v obecné rutenštině (sloupec nadepsaný Popularis) a církevní slovanštině (sloupec nadepsaný Sacra).[1]